# Andries van den Bogaerde
Andries Lodewijk van den Bogaerde (Brugge, 1 september 1726 - 1 april 1799) was een achttiende-eeuwse politicus in het Brugse Vrije, botanicus, bosbouwer en grootgrondbezitter.

## Levensloop
Van den Bogaerde behoorde tot een familie die sinds de zestiende eeuw in Brugge actief was en van wie heel wat leden een vooraanstaande rol vervulden in het stadsbestuur, het bestuur van het Brugse Vrije en andere besturen, alsook in de handel, het mecenaat en de cultuur.
Hij was een zoon van Jan Antoon van den Bogaerde (1681-1728) en van Joanna van der Meulen (1694-1779). Jan Antoon was schepen van het Brugse Vrije. Hij vestigde zich in de Langestraat in Brugge in het hem toebehorende statige eigendom de Eekenboom. Het echtpaar had twee zoons: Donaas III van den Bogaerde (1717-1756) en Andries Lodewijk.
Andries Lodewijk trouwde in 1749 met Angelique Rotsart de Hertaing (1731-1803). Beiden waren telg uit een recent geadelde familie. Ze bleven met hun talrijk gezin de Eekenboom bewonen.

## Schepen en burgemeester van het Brugse Vrije
In 1750 werd hij schepen van het Brugse Vrije en in 1760 werd hij - mits betaling - schepen voor het leven. Hij bekleedde, bij herhaling en volgens de geldende beurtrol, een van de vier functies van burgemeester, met daarbij de vertegenwoordiging van het Brugse Vrije in de Staten van Vlaanderen.
Hij speelde een belangrijke rol bij de hevige rundveepest die rond 1770 heerste. Het Vrije vaardigde krachtige maatregelen uit en Van den Bogaerde werd benoemd tot commissaris om de navolging ervan op te volgen.
Vanaf 1762 oefende Van den Bogaerde het oppertoezicht uit over de hengsten in het Brugse Vrije. Dit betekende het opstellen, opvolgen en wijzigen van reglementen en het organiseren van een uitgebreide controleactiviteit (keuren en afkeuren van hengsten, invoer van paarden, prijskampen organiseren, statistieken bijhouden van de uitgevoerde dekkingen), waarbij hij door vijf deskundigen werd bijgestaan.
Van den Bogaerde trok zich de paardenfokkerij zeer aan. Hij was tot de vaststelling gekomen dat het Vlaanderse paard aan het degenereren was en hierdoor op buitenlandse markten minder gegeerd werd. In 1752 verkreeg het Brugse Vrije een octrooi waarbij de merries alleen nog mochten worden gedekt door hengsten die door zijn bestuur waren goedgekeurd. De rol van Van den Bogaerde werd erkend en in 1774 ondertekende landvoogd Karel van Lotharingen een beslissing waarbij voortaan het Brugse Vrije hem jaarlijks 200 florijnen moest uitbetalen voor zijn werk als controleur van de paardenfokkerijen. In het besluit werd vermeld dat hij zich veel inspanningen had getroost en dat dit bekroond was door een merkwaardig succes.

## Thesaurier
In 1762 werd hij tot thesaurier benoemd, wat hem de centraliserende verantwoordelijke maakte voor alle inkomsten en uitgaven van het Brugse Vrije, een functie die hij uitoefende tot begin 1795. Het was heel uitzonderlijk, uniek zelfs, dat een schepen en bijwijlen burgemeester van het Brugse Vrije ook de levenslange functie van thesaurier in de wacht sleepte.
De meeste uitgaven en investeringen die het Brugse Vrije ondernam werden door Van den Bogaerde behandeld en voor goedkeuring aan het College van burgemeesters en schepenen voor goedkeuring voorgelegd. Hij had op dit college grote invloed, aangezien hij het ook was die aan de leden ervan hun wedden en vergoedingen uitbetaalde.
Als het Brugse Vrije bouwde of verbouwde, nam Van den Bogaerde de werken in handen. Een voorbeeld hiervan geeft de bouw van de nieuwe griffie van het Brugse Vrije in de Hoogstraat in 1765, het huis 'De Caese'. Van den Bogaerde liet er een gedenksteen in metselen die niet verwees naar het Brugse Vrije maar uitsluitend naar hemzelf.

## Botanicus, boomkweker en ontginner
Achter en naast de Eekenboom beschikte Van den Bogaerde over een uitgebreide tuin, voorzien van een oranjerie en van serres. Hij kweekte er talrijke bloemen en planten en legde zich toe op exotische vruchten. Hij was vooral fier over de ananasvruchten die hij voortbracht en die hij aanwendde om als geschenk te dienen bij politieke onderhandelingen.
Hij bezat daarbij ook twee buitenverblijven waar hij uitbreiding gaf aan zijn botanische activiteiten. In Sint-Kruis kocht hij in 1773 het Jezuietengoed en begon er een boomkwekerij voor onder meer beuken, eiken en lorken. Een tweede uitgestrekte eigendom bevond zich in Beernem. Hij bezat er honderden hectaren woeste grond die hij ontgon en er hetzij bosgrond, hetzij landbouwgrond van maakte. De ervaringen die hij hierbij opdeed schreef hij neer in een omvangrijk traktaat dat in handschrift bewaard bleef.

## Verenigingsleven
Zowel zijn publieke als private functies brachten er Van den Bogaerde toe heel wat activiteiten te ontwikkelen in het verenigingsleven.
- Hij was hoofdman van de rederijkerskamer van de Weerde Drie Santinnen, een van de belangrijkste culturele verenigingen binnen het Brugse Vrije.
- In zijn jonge jaren was hij lid van de Edele Confrérie van het Heilig Bloed, tot er onverenigbaarheid ontstond doordat hij het poorterschap verliet om vrijlaat van het Brugse Vrije te worden.
- In 1748 werd hij lid van de Sint-Jorisgilde van kruisboogschutters.
- In 1749 werd hij lid van de schermersgilde van Sint-Michiel.
- In 1752 werd hij lid van de Vrije Archiers in Sint-Kruis.
- In 1754 werd hij confrater in de 'Confrerie van het Concert'.
- Vanaf 1755 was hij beschermend lid of bestuurslid van de Kunstacademie.
- In 1760 werd hij lid van de handbooggilde van Sint-Sebastiaan.

Hij was een actief bestuurslid van de 'Confrerie Sint-Dorothea', de vereniging van bloemen- en plantenliefhebbers, bestaande uit edellieden verbonden met het Brugse Vrije en hogere geestelijken. Hij werd lid in 1762 en werd in de volgende jaren 'zorger' en 'proost'. Het geïllustreerde ledenregister bleef, na de ontbinding van de vereniging, in zijn bezit en kwam via zijn erfgenamen in stadsbezit terecht.
Hij was ook gouverneur van de 'Berg van Charitate' (1749-1750), curator van het godshuis 's Gravenconvent in de Ganzenstraat en kerkmeester voor de Sint-Annaparochie. Hij was medeschenker voor de Sint-Annakerk van de klok 'Jozef-Anna' (1783), waarop zijn naam voorkwam.

## Nazaten
De echtgenote Van den Bogaerde - Rotsart de Hertaing was 21 maal zwanger. Naast negen miskramen werden twaalf kinderen levend geboren, van wie er zeven de volwassen leeftijd bereikten.
- Lodewijk Andries van den Bogaerde (1750-1828) trouwde met Colette de Schietere de Caprijke (1759-1782), dochter van Charles de Schietere de Caprijke en Marie-Jeanne de Crits. Het echtpaar bleef kinderloos. Hij was licentiaat in de rechten en werd griffier crimineel in het Brugse Vrije, en na de revoluties raadsheer bij de prefectuur van de Leie. In 1816, onder het Verenigd Koninkrijk der Nederlanden, verkreeg hij erkenning in de erfelijke adel en werd hij benoemd in de Ridderschap van de provincie West-Vlaanderen.
- Andries Frans van den Bogaerde (1754-1834), genaamd van den Bogaerde de Terbruggen, trouwde met de Gentse Marie-Jacqueline van Larebeke de ter Brugge (1765-1845). Hij werd op 10 maart 1830, onder het Verenigd Koninkrijk der Nederlanden, erkend in de erfelijke adel met de titel van baron. 
  - Andreas van den Bogaerde van Terbrugge (1787-1855), gouverneur van Noord-Brabant. Hij werd in 1817 in de erfelijke adel erkend, verkoos in 1830 de zijde van Nederland en verkreeg in 1834 de titel baron. Hij huwde in 1821 Eugénie Thérèse Papejans de Morchoven (1795-1843): o.a.   
    - Baron Amédée van den Bogaerde van Terbrugge (1823-1874), kamerheer i.b.d. van de koningen Willem II en III der Nederlanden x barones Otholina van Tuyll van Serooskerken, gezelschapsdame van koningin Anna Paulowna.
      - Baron Hendrik van den Bogaerde van Terbrugge (1849-1896) x prinses Manuela de Looz-Corswarem (1861-1919). Ingenieur, kamerheer van de koning der Nederlanden.
        - Baron Guillaume van den Bogaerde de Ter Brugge (Brussel, 1882 - Heeswijk, 1974), opteerde voor de Belgische nationaliteit, vocht mee in de Eerste Wereldoorlog, was Belgische ambassaderaad, trouwde in 1940 met barones Albertina van Heeckeren van Kell (Londen, 1899 - Heeswijk, 1994), hofdame van koningin Wilhelmina der Nederlanden en erehofdame van koningin Juliana der Nederlanden. Ze waren de laatste leden van de familie die (het koetshuis van) het kasteel Heeswijk bewoonden, en met hem stierf de Nederlandse tak in 1974 uit. Zij hadden een adoptiedochter die niet van adel is.
        - Hendrik Paul Otto baron van den Bogaerde de Ter Brugge (1883-1947), opteerde voor de Belgische nationaliteit en werd Belgisch ambassadeur. Hij trouwde in 1918 met Celia-Esther Shaw (°1896) en hertrouwde in 1924, na scheiding in 1920, met Margarida Bensaude (1893-1980).
          - Jkvr. Manuela (Manolita) van den Bogaerde de Ter Brugge (1925-2007) x jhr. dr. Raymond Veranneman de Watervliet (1920-2000), advocaat, xx Willy Katzenstein.
            - Jhr. Jean-Miguel (Jean-Michel) Veranneman de Watervliet (1947-2018), ambassadeur van België, x Maria-do-Carmo Neves da Silveira. Met drie zoons Veranneman de Watervliet.

          - Jkvr.Gisèle-Philippine van den Bogaerde de Ter Brugge (1927), laatste telg van het geslacht, x in 1962 met Thomas-John Scantlebury (°1935).
- Ange van den Bogaerde (1756-1838) trouwde met de Gentse Marie Coene de Booris.
- Marie-Louise van den Bogaerde (1752-1834) trouwde toen ze zevenendertig was met de tien jaar jongere groothandelaar Juan-Diego Gilliodts (1761-1858).
- Justine van den Bogaerde (1762-1794) trouwde met de dertig jaar oudere Charles van Duerne de Damas (1735-1792).
- Charlotte van den Bogaerde (1765-1836) trouwde met de Gentse advocaat Gaspard Jacopsen (1744-1809).
- Thérèse-Joseph van den Bogaerde (1751-1808) trad in 1779 in het klooster bij de theresianen in Brugge.

## Werk
- Verhandeling door Andries L. van den Bogaerde over de bosbouw, speciaal met betrekking tot het goed Reijgerloo in Beernhem [1]

## Voetnoten
1. ↑  Rijksarchief Noord-Brabant, archief van den Bogaerde, no 92.